# Quattrocento (romanzo)
Quattrocento è un romanzo storico di Susana Fortes.

## Trama
Quattrocento è un romanzo a metà tra il romanzo rosa e il romanzo storico ambientato a Firenze, narra in modo "creativo" la vicenda della Congiura dei Pazzi, contrapponendo capitoli ambientati nella Firenze contemporanea dove la protagonista, la dottoranda universitaria Ana Sotomayor, è innamorata del suo professore brizzolato e al contempo alla ricerca di indizi per svelare come realmente avvenne la congiura, a capitoli nella Firenze medicea rinascimentale, dove il pittore Pierpaolo Masoni (detto "Lupetto") e il suo apprendista Luca si trovano coinvolti in questa vicenda.
La trama è incentrata su pittore ed opera di finzione (la Madonna di Nievole). La geografia cittadina di Firenze è sconvolta dall'invenzione da parte dell'autrice di vie che sono state costruite solo secoli dopo i fatti rinascimentali, come pure lo scenario storico-politico altamente irreale rispetto alle testimonianze dell'epoca.